# Pierre Thorsson
Pierre Thorsson, švedski rokometaš, * 21. junij 1966.
Leta 1992 je na poletnih olimpijskih igrah v Barceloni v sestavi švedske reprezentance osvojil srebrno olimpijsko medaljo. Uspeh je ponovil še leta 1996 in leta 2000.